# Arshak II av Armenien
Arshak II av Armenien, död 370, var regerande kung av Armenien mellan 338 och 370. 